# Campylocheta mariae
Campylocheta mariae is een vliegensoort uit de familie van de sluipvliegen (Tachinidae). De wetenschappelijke naam van de soort is voor het eerst geldig gepubliceerd in 2001 door Bystrowski.